# Sphecotypus niger
Sphecotypus niger là một loài nhện trong họ Corinnidae.
Loài này thuộc chi Sphecotypus. Sphecotypus niger được Josef Anton Maximilian Perty miêu tả năm 1833.